# Списък на бившите германски колонии
Това е списък на бившите колонии и протекторати (на немски: Schutzgebiete) на бившата Германска империя (1871-1918) извън границите на Европа, Германска колониална империя.

## Бранденбург-Пруски колонии

### Африка
- Бранденбургски Златен бряг (Голям Фридрихсбург) (в Гана), 1683–1718 г.
- Аргуин (в Мавритания), 1685–1721 г.
- Видах (в сегашно Того), около 1700 г. (тази Бранденбургска 'колония' е само малка опорна точка (няколко къщи, съвместно обитавани с британци и холандци)

### Северна Америка
Тези територии са били владени за малко време или дадени под наем или аренда в началото на европейската колонизация на т. нар. Нов свят.
- о. „Свети Тома“ (част от Американските Вирджински острови) – наети от Датската Западнондийска компания Danish West India Company, 1685–1720 г.
- „Островът на раците“ (част от Пуерто Рико, Krabbeninsel на немски) (Карибски острови, днес САЩ), анексирани от Бранденбург от Датските Антилски острови, 1689–1693 г.
- о. „Тертолен“, (част от Британски Вирджински острови – Карибско море), 1696 г. – окупиран.

## Колонии на Хабсбургската монархия
Te са били колонии на Хабсбургската монархия, част от Свещената Римска империя, от 1804 г. Австрийска империя, от 1867 г. Австро-Унгария.
- Banquibazar & Cabelon (1719/23-1744/50)[1]
- Никобарски острови (1778-1783)[2]
- Тянцзинска концесия (1901-1917)

## Немски имперски колонии
Тези колонии се превземат и са контролирани от Германската империя 1884 – 1919.

### Африка
Немски протекторати:
- Германска Източна Африка (Deutsch-Ostafrika):
  - Танганика – през 1962 получава независимост, а през 1964 се обединява с бившия британски протекторат на Султанат Занзибар и формира днешна Танзания
  - Руанда-Урунди (1885 – 1917) – днешни Руанда и Бурунди
  - Витуленд (1885 – 1890) – от 1890 в Кения
  - Триъгълник Кионга – от 1920 (по-рано окупирани) в Португалски Мозамбик
- Германска Югозападна Африка (Deutsch-Südwestafrika) – днешна Намибия (с изключение на тогавашния британски Уолфиш Бей) и част от Ботсвана (Ивицата Каприви)
- Германска Западна Африка (Deutsch-Westafrika) – съществува като едно цяло 2 – 3 години и се разделя на две колонии заради разстоянията:
  - Камерун (1884 – 1914) – след Първата световна война е разделен между Великобритания и Франция. Френската част влиза в днешен Камерун, а британската е разделена на две и едната е присъединена към Камерун, a другата към Нигерия. (Kamerun, Nigeria-Ostteil, Tschad-Südwestteil, Zentralafrikanische Republik-Westteil, Republik Kongo-Nordostteil, Gabun-Nordteil)
  - Тоголанд (1884 – 1914) – след Първата световна война е разделен на две части: британска част (Ghana-Westteil), по-късно присъединена към Гана, и френска, която е днешно Того

### Тихи океан
- Германска Нова Гвинея (Deutsch-Neuguinea) (1884 – 1914)
  - Кайзер Вилхелмсленд
  - Архипелаг Бисмарк (Bismarck-Archipel)
  - Германски Соломонови острови или Северни Соломонови острови (Salomonen or Nördliche Salomon-Inseln) (1885 – 1899)
  - о. Бугенвил (Bougainville-Insel) (1888 – 1919)
  - Науру (1888 – 1919)
  - Маршалови острови (Marschall-Inseln) (1885 – 1919)
  - Мариански острови (Marianen) (1899 – 1919) – днес Северни Мариански острови
  - Каролински острови (Karolinen) (1899 – 1919) – днес Федерални микронезийски щати и Палау
- Германска Самоа (Deutsch-Samoa) (1899 – 1914) – днешна Самоа

### Китай
Отстъпени на Германия територии в Китай от династията Цин.
- Концесия „Киачу“ (Deutsch-Kiautschou) (1898 – 1914)
- Чефу (Янтай) (190?-1918)

## Други
- „Нова Швабия“ е част от Антарктида, заявена за владеене от Нацистка Германия на 19 януари 1939 – 25 май 1945, но не е ефективно колонизирана, а искането е напълно изоставено след това.
- о. Ернст Телман е необитаван остров в Карибско море, владение на Куба. през 1972 г. Фидел Кастро го подарява на ГДР като символ на приятелството между двете страни. След обединението на Германия последната не е предявила претенции към острова.